# École nationale de santé publique (Espagne)

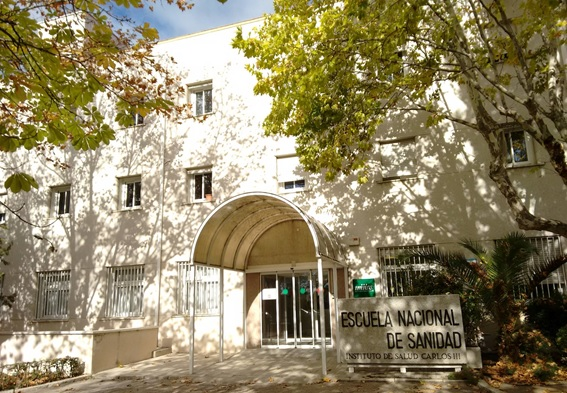
École nationale de la santé publique

L'École nationale de la santé publique (Escuela Nacional de Sanidad, ou ENS, en espagnol) est une institution publique de recherche basée à Madrid dans le domaine de la santé publique et de l'administration de la santé. 

## Histoire
Fondée en 1924 avec le soutien de la Société des Nations et de l'institution Rockefeller, l'École nationale de santé publique est la plus ancienne organisation d'Espagne œuvrant dans le domaine de la recherche et de l'éducation en santé publique.
Aujourd'hui, il fait partie de l' Institut de santé Carlos III. 